# آجای
اجای، روستایی است از توابع بخش مرکزی شهرستان چایپاره استان آذربایجان غربی ایران.

## جمعیت
این روستا در دهستان بسطام قرار داشته و بر اساس سرشماری سال ۱۳۸۵ جمعیت آن ۸۳نفر (۲۰ خانوار) 
بوده است.